# Став-Уяздовський-Кольонія
Став-Уяздовський-Кольонія (пол. Staw Ujazdowski-Kolonia) — село в Польщі, у гміні Неліш Замойського повіту Люблінського воєводства.
Населення — 97 осіб (2011).
У 1975-1998 роках село належало до Замойського воєводства.

## Демографія
Демографічна структура станом на 31 березня 2011 року:
|          | Загалом | Допрацездатний вік | Працездатний вік | Постпрацездатний вік |
| -------- | ------- | ------------------ | ---------------- | -------------------- |
| Чоловіки | 55      | 9                  | 35               | 11                   |
| Жінки    | 42      | 7                  | 22               | 13                   |
| Разом    | 97      | 16                 | 57               | 24                   |